# Vladimir Boekovski

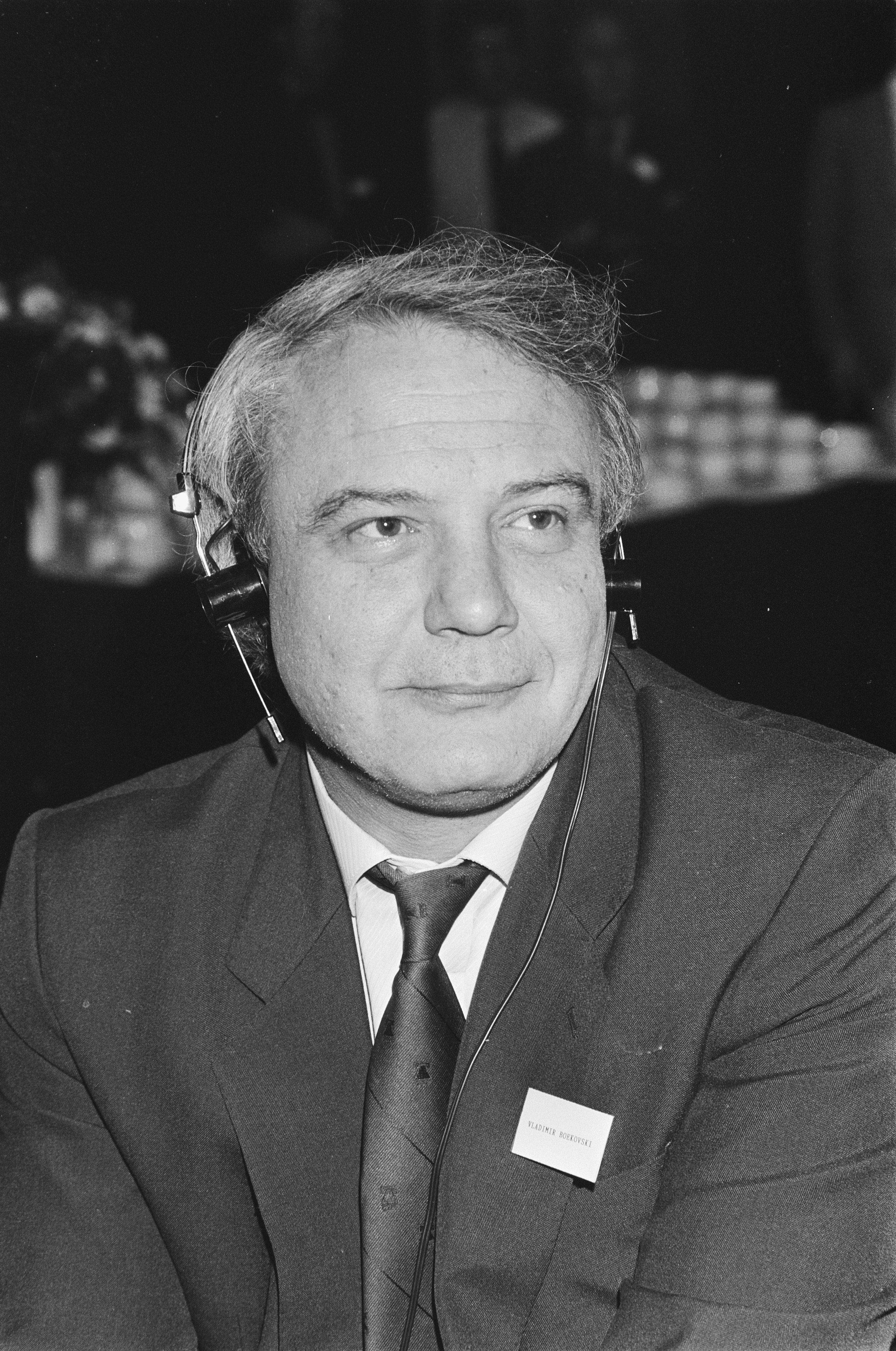
Boekovski (1987)

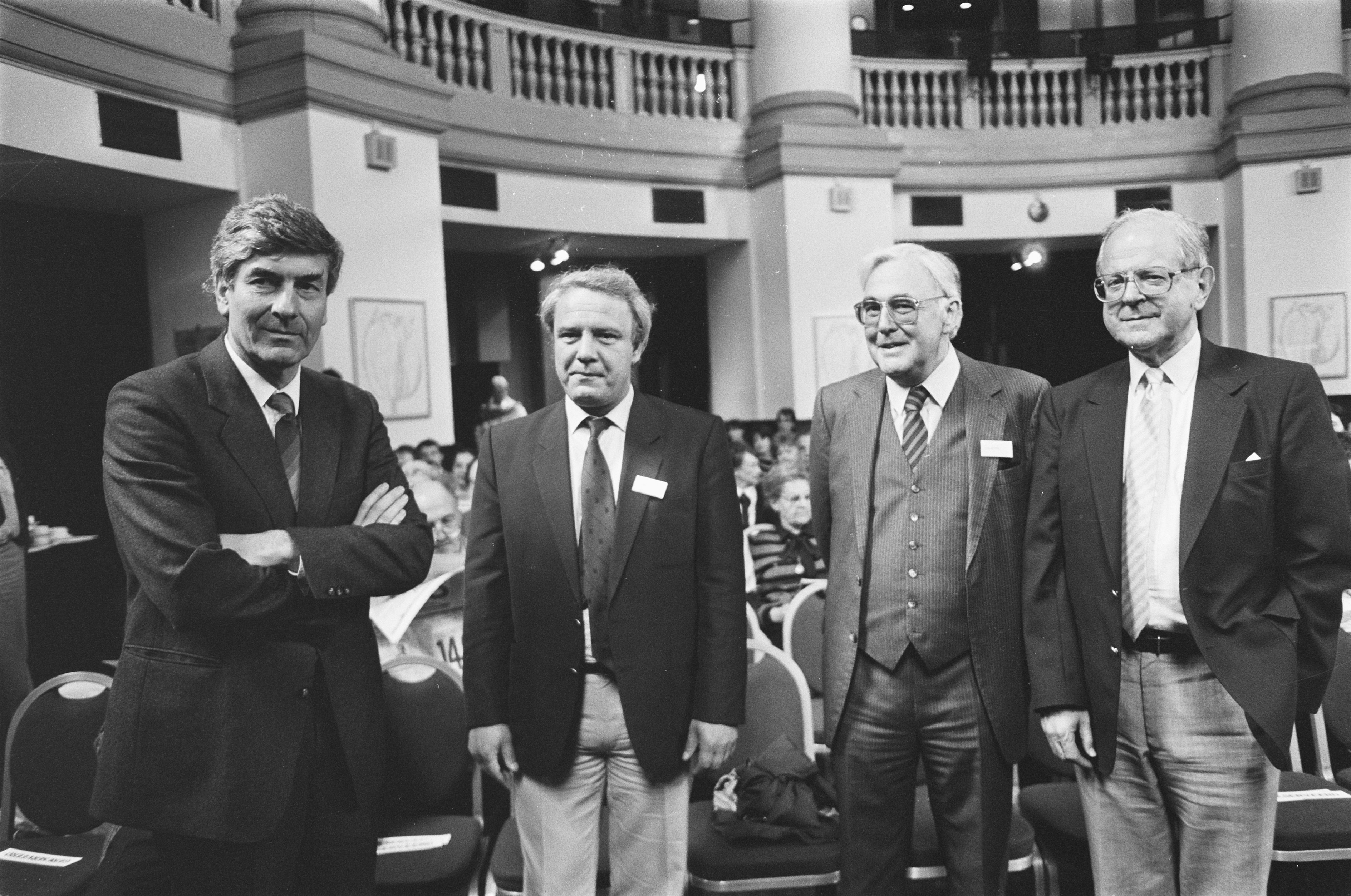
Boekovski (2e van links) in Amsterdam (1987)
V.l.n.r.: Lubbers, Boekovski, Bezemer en Conquest

Vladimir Konstantinovitsj Boekovski (Russisch: Владимир Константинович Буковский) (Belebej (Basjkirostan), 30 december 1942 – Cambridge, 27 oktober 2019) was een politieke dissident, auteur en politiek activist uit de Sovjet-Unie.
Boekovski was een van de eerste dissidenten die het gebruik van opsluiting in psychiatrische inrichtingen van politieke gevangenen in de Sovjet-Unie aan de kaak stelde. Hijzelf bracht totaal twaalf jaar (van zijn 22e tot zijn 34e) door in sovjetgevangenissen, werkkampen, en 'psichoesjka's', psychiatrische klinieken met dwangbehandeling, gebruikt als speciale gevangenissen. In december 1976 werd hij vrijgelaten en uitgewisseld tegen een Chileense communistenleider. Hij woonde sindsdien in Cambridge.
Naar aanleiding van zijn opsluiting in psychiatrische inrichtingen werd in de jaren 70 in Nederland de Boekovski Stichting opgericht ter informering van Nederland en ondersteuning van de dissidenten in het Oostblok.

## Vroege leven
Boekovski werd geboren in Belebej, waarheen zijn familie geëvacueerd was vanuit Moskou tijdens de Tweede Wereldoorlog. In 1959 werd hij verwijderd van zijn school in Moskou vanwege het oprichten en leiden van een ongeautoriseerd blad.

## Activisme en detentie
Van juni 1963 tot februari 1965 werd Boekovski vastgezet (volgens Artikel 70-1 van het Wetboek van Strafrecht van de USSR) in een psichoesjka vanwege het organiseren van poëzie-ontmoetingen in het centrum van Moskou (bij het Majakovski-monument). De officiële aanklacht was de poging tot kopiëren van anti-sovjetliteratuur, te weten De Nieuwe Klasse van Milovan Djilas. In december 1965 organiseerde hij een demonstratie op het Poesjkinplein in Moskou ter verdediging van de schrijvers Andrej Sinjavski en Joeli Daniel (veroordeeld in het Sinjavski-Danielproces). Drie dagen voor de geplande demonstratie werd Boekovski gearresteerd. Hij werd zonder enige aanklacht in verscheidende psychoesjka's gedetineerd tot juli 1966. In januari 1967 werd hij gearresteerd vanwege een demonstratie ter verdediging van Aleksandr Ginzboerg, Joeri Galanskov en andere dissidenten (Artikel 190-1, 3 jaar gevangenisstraf) en daarop weer vrijgelaten in januari 1970. In 1971 smokkelde Boekovski 150 pagina’s documentatie over het misbruik van psychiatrische instellingen voor politieke doeleinden in the Sovjet-Unie naar het Westen. Deze informatie activeerde mensenrechtenactivisten wereldwijd (ook in de Sovjet-Unie zelf) en vormde aanleiding voor een nieuwe arrestatie in hetzelfde jaar. Op het proces in januari 1972 werd Boekovski beschuldigd van het belasteren van de Sovjet-psychiatrie, contacten met buitenlandse journalisten en bezit en distributie van samizdat (Artikel 70-1, zeven jaar gevangenisstraf plus vijf jaar verbanning). Samen met een lotgenoot in gevangenkamp nr. 35 bij Perm, de psychiater Semjon Gloezman, schreef hij als coauteur Een Handleiding over Psychiatrie voor Dissidenten bedoeld om andere dissidenten te helpen op te komen tegen mistoestanden bij de autoriteiten.

## Deportatie
Het lot van Boekovski en andere politieke gevangenen in de Sovjet-Unie, herhaaldelijk in de publiciteit gebracht door Westerse mensenrechtengroepen en diplomaten, was een constante bron van ergernis en irritatie voor de Sovjet-autoriteiten. Op verzoek van Getrudis Hartman te  Smalle Ee aan  Augusto Pinochet in 1973 ( zie brief van Augusto Pinochet aan Gertrudis Hartman in ISSG Archieven te Amsterdam), werd op  18 december 1976  Boekovski daarom vanuit zijn detentie uitgewisseld tegen de voormalig Chileense communistenleider Luis Corvalán. In zijn autobiografische werk En de wind keert terug... (И возвращается ветер…) beschrijft Boekovski hoe hij geboeid naar Zwitserland werd gebracht.

## In Engeland
Sinds 1976 woonde Boekovski in Cambridge (Engeland), studeerde neurofysiologie aan Stanford University te Palo Alto (Californië). Hij deed daar hersenonderzoek waar hij zich richtte op mensenrechten en schrijven. Hij promoveerde in de biologie en schreef verschillende boeken en politieke essays. Aanvullend op zijn kritieken op de Sovjetregering, nam hij wat hij noemde de "Westerse onnozelheid en goedgelovigheid" op de korrel, een naar zijn inzicht gebrek aan weerstandsvermogen van het Westerse liberalisme tegen allerlei communistische misbruiken en wantoestanden.
In 1983 richtte Boekovski samen met Vladimir Maksimov and Eduard Koeznetsov de internationale anticommunistische organisatie "Internationaal Verzet" (Интернационал сопротивления) op, waarvan hij tot voorzitter werd gekozen. In 1985 stichtte hij de American Foundation for Resistance International samen met Albert Jolis, Armondo Valladares, Jeane Kirkpatrick, Midge Decter en Joeri Jarim-Agajev, en later versterkt met Richard Perle and Martin Colman die het coördinatiecentrum ging vormen voor dissidenten en democratiseringsbewegingen die het communisme in hun land wilden uitschakelen. De stichting organiseerde protesten in communistische landen en ageerde tegen westerse financiële bijstand aan communistische regeringen. Zij vormde een belangrijke rol in de coördinatie van de oppositie die effectief bleek in de afbraak van het communisme. Vanuit deze positie werden vervolgens de 'National Council To Support The Democracy Movements' (Nationale Raad ter Ondersteuning van Democratische Bewegingen) alsmede de 'National Council For Democracy' (Nationale Raad voor Democratie) opgericht. Deze raden waren en zijn behulpzaam bij het tot stand brengen van democratische regeringen die zich aan de wet onderwerpen, bij het opstellen van hun grondwetten en wetboeken en bij het inrichten van democratische burgerlijke structuren.

## Afrekening in Moskou
In april 1991 bezocht Vladimir Boekovski Moskou voor het eerst sinds zijn deportatie. In de aanloop naar de presidentsverkiezingen van 1991 beschouwde Boris Jeltsin's campagnestaf Boekovski als een potentiële vicepresidentskandidaat (andere mededingers waren o.a. Galina Starovoitova en Gennadi Boerboelis). Uiteindelijk werd het vicepresidentschap gegund aan Aleksandr Roetskoj. In 1992, na de ineenstorting van de Sovjet-Unie, nodigde Jeltsin's regering Boekovski als expert uit om te dienen als getuige op het proces tegen de CPSU bij het Constitutionele Hof van Rusland, toen de communisten een proces voerden tegen Jeltsin vanwege een verbod op hun partij. De stellingname bij het verweer was dat de CPSU zelf een onconstitutionele organisatie was. Om zich voor te bereiden op het verweer, vroeg en kreeg Boekovski inzage in een groot aantal documenten uit de Sovjetarchieven (destijds gereorganiseerd in de TsChSD). Door gebruikmaking van een kleine handscanner en een laptopcomputer, lukte het hem om een groot aantal van deze documenten te scannen (sommige met hoge geheimhoudingsstatus), waaronder KGB-rapporten aan het Centraal Comité, en deze bestanden naar het Westen te smokkelen. Het proces dat velen beschouwden als hopelijk een nieuw Proces van Neurenberg en het begin van afrekening met het communistische verleden, eindigde met halve maatregelen: terwijl de CPSU onconstitutioneel werd bevonden, werd het de communisten echter toegestaan om nieuwe partijen op te richten. Boekovski uitte zijn diepe teleurstelling over deze uitspraak in zijn schrijven en interviews:
“Nu er gefaald is in een definitieve afrekening met het communistische systeem, lopen we nu het gevaar van het integreren van het resulterende monster in onze wereld. Het mag dan geen communisme meer genoemd worden, maar het behoudt veel van zijn gevaarlijke eigenschappen… Totdat een tribunaal in Neurenbergstijl zijn oordeel velt over alle misdaden begaan door het communisme, is dit niet dood en is de oorlog (ertegen) niet voorbij.”
Het heeft een team van assistenten verschillende jaren gekost om de gescande delen samen te voegen en deze te publiceren (zie Sovjet Archieven, verzameld door Vladimir Boekovski, voorbereid voor e-publicatie door Julia Zaks en Leonid Chernikhov). Deze gehele collectie wordt ook uitputtend aangehaald in Boekovski's Judgement in Moskou, gepubliceerd in 1994, vertaald in vele talen en die grote internationale aandacht trok.

## Post-1992
In 1992 stelde een groep liberale afgevaardigden van de Moskouse gemeenteraad aan Boekovski voor om zich kandidaat te stellen voor de verkiezing van burgemeester van Moskou, in verband met het aftreden van de vorige burgemeester, Gavriil Popov. Boekovski weigerde dit aanbod. Begin 1996 suggereerde een groep Moskouse academici, journalisten en intellectuelen dat Vladimir Boekovski zich kandidaat zou moeten stellen als president van Rusland als alternatief voor de dienstdoende president Boris Jeltsin en zijn communistische uitdager Gennadi Zjoeganov. Het kwam niet tot een formele kandidaatstelling: Boekovski zou niet zijn toegelaten, aangezien de Russische grondwet bepaalt dat een presidentskandidaat voor de verkiezingen ten minste tien jaar aaneengesloten in het land dient te hebben gewoond.
In 1997, gedurende de Algemene Vergadering in Florence, werd Boekovski gekozen tot Algemeen President van de Comitatus pro Libertatibus (Comitati per le Libertà) Freedom Committees, de internationale beweging die tot doel heeft om de liberale vrijheidscultuur te verdedigen en te versterken. Na zijn herverkiezing promootte Boekovski samen met Dario Fertilio en Stéphane Courtois, de schrijver en historicus, de Memento Gulag, ofwel de Goelag-herdenkingsdag gewijd aan alle slachtoffers van het communisme, ieder jaar gehouden op 7 november (de verjaardag van de Bolsjewistische Revolutie). Sindsdien is de Memento Gulag gehouden in Rome, Boekarest, Berlijn, La Roche sur Yon en Parijs.
In 2002 is Boris Nemtsov, een lid van de Russische Doema (parlement), leider van de Unie van Rechtse partijen en voormalig Vice-premier van Rusland, op bezoek geweest bij Vladimir Boekovski in Cambridge om de strategie van de Russische oppositie te bespreken. Boekovski hield Nemtsov voor dat, vanuit zijn gezichtspunt, het noodzakelijk is dat de Russische liberalen compromisloze tegenstand bieden aan wat hij ziet als de autoritaire regering van President Vladimir Poetin en de zijnen.
In 2005 participeerde Boekovski in They Chose Freedom, een vierdelige documentaire over de Sovjet-dissidentenbeweging. In 2005 bekritiseerde Boekovski, na de onthullingen over de toestanden in Guantánamo Bay, Abu Ghraib en de geheime CIA gevangenissen, de rationalisatie van marteling. Boekovski waarschuwde tevens over sterke parallellen tussen de totstandkoming van de Sovjet-Unie en de Europese Unie in de vorm van een totalitaire staat.
Vladimir Boekovski was lid van de Raad van Bestuur van het Gratitude Fund, en lid van de Internationale Raad van de in New York gevestigde Human Rights Foundation. In het Verenigd Koninkrijk, was hij Vice-President van The Freedom Association (TFA) en beschermheer van de United Kingdom Independence Party (UKIP een Eurosceptische partij.
Op 28 mei 2007 verklaarde Boekovski zich bereid voor de Russische presidentsverkiezingen van 2008. Hij werd gekandideerd door een groep vooraanstaande landgenoten waaronder Joeri Ryzjov, Vladimir V. Kara-Moerza, Alexander Podrabinek, Andrei Pjontkovski, Vladimir Pribylovski en vele anderen. Activistische schrijvers als Valeria Novodvorskaja, Victor Sjenderovich, en Vladimir Sorokin stelden zich op achter Boekovski. Meer dan 800 participanten nomineerden Boekovski als presidentskandidaat op 16 december 2007 in Moskou. Boekovski legde daarna zijn officiële registratie vast bij Centrale Kiescommissie op 18 december 2007.
De Centrale Kiescommissie wees Boekovski's aanvraag af op 22 december 2007, met als redenen dat hij vergeten was om informatie over zijn verleden als schrijver te geven bij de indiening van de aanvraagdocumenten bij de Kiescommissie, dat hij een Britse verblijfsvergunning had en dat hij de laatste 10 jaar niet onafgebroken op Russisch gebied gewoond heeft. Boekovski ging op 28 december 2007 in beroep bij het Hooggerechtshof alsmede bij de Cassatie-raad op 15 januari 2008. De beslissing van het Russische Hooggerechtshof op Boekovski’s beroep van 28 december 2007 was negatief.
In 2015 werd hij in het Verenigd Koninkrijk aangeklaagd op beschuldiging van het bezit van kinderpornografie, waarvan hij zelf de Russische veiligheidsdiensten de schuld gaf, maar hij stierf voordat het proces gevoerd kon worden.

## Publicaties
- Sovjet Archieven, verzameld door Vladimir Boekovski, voorbereid voor e-publishing door Julia Zaks en Leonid Chernikhov.
- Lijst van publicaties van Vladimir Boekovski bij The Gratitude Fund.
- EUSSR: The Soviet Roots of European Integration, 2004. ISBN 0-9540231-1-0
- Vladimir Bukovsky. To Build a Castle, Samizdat", 1978 (И возвращается ветер, in het Russisch), http://www.vehi.net/samizdat/bukovsky.html
- Soul of Man Under Socialism, 1979. ISBN 0-89633-029-X
- Bukovskiĭ, Vladimir (1979). To Build a Castle. Viking Press, New York. ISBN 9780670716401.
- Soviet Hypocrisy and Western Gullibility, 1987. ISBN 0-89633-113-X
- Judgement in Moscow (Московский процесс) gebaseerd op zijn bezoek aan Rusland en de "Sovjet Archieven" in 1992.
- To Choose Freedom Hoover Institution, Stanford University, 1987. ISBN 0-8179-8442-9
- Vladimir Boukovsky. L’Union européenne, une nouvelle URSS ? Uitgever: Le Rocher, Publication: 1/9/2005, ISBN 2268055469, 180 pag.
- Vladimir Boukovsky (Auteur), Pavel Stroilov (Auteur), Pierre Lorrain (Traduction). L'Union européenne, une nouvelle URSS ?, 2005. A review at Librairie Catholique.